# Марколини, Микеле
Микеле Марколини  (итал. Michele Marcolini; 2 октября 1975, Савона, Италия) — итальянский футболист и тренер.

## Карьера
Воспитанник «Торино», но за основной состав команды не провел ни одного матча. В Серии A дебютировал в 1997 году в «Бари». В элите также выступал за «Аталанту» и «Кьево». В сезоне 2010/2011 в матче против «Болоньи» Марколини смог забить с центра поля. Этот мяч стал одним из лучших в чемпионате.
Завершал свою карьеру полузащитник в команде низшей лиги «Лумедзане», которую он затем возглавил. В качестве наставника руководил различными коллективами Серии C и Серии B, в числе которых было и «Кьево», за которую Марколини долгое время играл.
В конце декабря 2022 года стало известно, что наставник стал главным тренером сборной Мальты.

## Достижения
- Чемпион Серии B (2): 2005/2006, 2007/2008.